# Jérôme Coppel
Jérôme Coppel (Annemasse, 6 agosto 1986) è un ex ciclista su strada francese, professionista dal 2008 al 2016, medaglia di bronzo a cronometro ai campionati del mondo 2015.

## Carriera

### Gli esordi
Coppel da giovane si dedicò inizialmente allo sci di fondo, andando in bicicletta d'estate per mantenersi in forma. Fu tesserato nel 2002 dalla società dilettantistica della sua città natale, per la quale praticò contemporaneamente sci di fondo e ciclismo fino al 2004, quando a seguito della sua vittoria nella prova a cronometro dei campionati francesi Juniores e dei suoi decimi posti nelle prove in linea dei campionati francesi di categoria e dei campionati del mondo, decise di darsi esclusivamente al ciclismo.
Nel 2005 passò nella categoria Under-23, affiliandosi ad un altro club dilettantistico, il VC Lyon-Vaulx-en-Velin. Ai campionati francesi di categoria giunse secondo nella prova a cronometro battuto da Dimitri Champion. Nel 2006, passato alla formazione CR4C Roanne, ottenne vari piazzamenti in corse per dilettanti, vinse una tappa al Tour du Pays du Savoie e fu vicecampione europeo a cronometro dietro Dominique Cornu e Michail Ignat'ev. L'anno dopo centrò la doppietta nel campionato francese Under-23, del quale vinse sia la prova in linea che quella a cronometro. Partecipò anche alla cronometro dei professionisti arrivando quinto, mentre ai mondiali arrivò terzo nella stessa disciplina dietro Lars Boom e Ignat'ev. Si impose inoltre nel Circuit des Ardennes.

### 2008-2012: i primi anni di professionismo
Nella stagione 2008 Coppel passò professionista con la Française des Jeux, che lo aveva sostenuto nel corso della sua carriera dilettantistica. Trascorse con la squadra francese le stagioni 2008 e 2009 nelle quali, a parte la sua prima vittoria tra i professionisti alla Route Adélie de Vitré, non ottenne grandi risultati, convincendo i direttori della squadra a cederlo alla Saur-Sojasun per il 2010. Con la nuova squadra riuscì a mettere in mostra le sue qualità, ottenendo un nono posto alla Parigi-Nizza e un quinto al Critérium du Dauphiné e vincendo grazie ad un attacco nel finale il Tour du Doubs, oltre ad una tappa e la classifica generale del Rhône-Alpes Isère Tour.
Nel 2011 ottenne piazzamenti di rilievo come un secondo posto alla Vuelta a Murcia dietro ad Alberto Contador e davanti a Denis Men'šov, un quarto alla Vuelta a Andalucía ed un quinto all'Étoile de Bessèges. Al Critérium du Dauphiné vinse invece la classifica riservata ai giovani. Forte di questi risultati, partecipò al Tour de France in qualità di leader della Saur, ottenendo il quattordicesimo posto finale. In seguito alla squalifica di Contador per doping, gli fu assegnata la vittoria della terza tappa e della classifica generale della Vuelta a Murcia.

### 2013-2016: gli ultimi anni, il bronzo mondiale e il ritiro
Nel 2013 passa alla Cofidis, formazione francese Professional, dove però in due anni non ottiene vittorie, non andando oltre il secondo posto all'Étoile de Bessèges 2014. Nel 2015 si trasferisce alla IAM Cycling, nell'anno in cui la formazione elvetica esordisce nel World Tour. In stagione ottiene due prestigiosi risultati nelle prove a cronometro, aggiudicandosi il titolo nazionale della specialità e vincendo la medaglia di bronzo ai campionati del mondo di Richmond, alle spalle di Vasil' Kiryenka e Adriano Malori, riportando così la Francia sul podio mondiale della specialità 18 anni dopo la vittoria di Laurent Jalabert.
Nel 2016, ancora in maglia IAM Cycling, si aggiudica una tappa e la classifica finale dell'Étoile de Bessèges, piazzandosi poi secondo al Circuit Cycliste Sarthe e quarto ai campionati nazionali a cronometro. Nonostante i buoni risultati, nell'agosto dello stesso anno, al termine del Tour de l'Ain, annuncia il ritiro dall'attività professionistica dopo nove stagioni da pro e 14 vittorie all'attivo.

## Palmarès
- 2004 (Juniores, una vittoria)

Campionati francesi, Prova a cronometro Juniores
- 2006 (Under-23, due vittorie)

3ª tappa Tour des Pays de Savoie (Sainte-Marie-de-Cuines > Saint-Colomban-des-Villards)
Campionati francesi, Prova a cronometro Under-23
- 2007 (Under-23, tre vittorie)

Classifica generale Circuit des Ardennes
Campionati francesi, Prova in linea Under-23
Campionati francesi, Prova a cronometro Under-23
- 2009 (FDJ, una vittoria)

Route Adélie de Vitré
- 2010 (Saur-Sojasun, cinque vittorie)

1ª tappa Rhône-Alpes Isère Tour (Villefontaine > Maubec)
Classifica generale Rhône-Alpes Isère Tour
Tour du Doubs
2ª tappa Tour du Gévaudan (Marvejols > Mende)
Classifica generale Tour du Gévaudan
- 2011 (Saur-Sojasun, due vittorie)

3ª tappa Vuelta a Murcia (Murcia > Murcia)
Classifica generale Vuelta a Murcia
- 2012 (Saur-Sojasun, tre vittorie)

5ª tappa, 2ª semitappa Étoile de Bessèges (Alès > Alès)
Classifica generale Étoile de Bessèges
Tour du Doubs - Conseil Général
- 2015 (IAM Cycling, una vittoria)

Campionati francesi, Prova a cronometro
- 2016 (IAM Cycling, due vittorie)

5ª tappa Étoile de Bessèges (Alès > Alès)
Classifica generale Étoile de Bessèges

### Altri successi
- 2009

Classifica giovani Critérium International
- 2010 (Saur-Sojasun)

Prologo Tour Alsace (Cronosquadre, Sausheim)
- 2011

Classifica a punti Vuelta a Murcia
Classifica giovani Critérium du Dauphiné

## Piazzamenti

### Grandi Giri
- Tour de France

2009: ritirato (12ª tappa)
2011: 14º
2012: 21º
2013: 63º
2015: ritirato (17ª tappa)
2016: 75º
- Vuelta a España

2013: 40º
2014: 31º

### Classiche monumento
- Liegi-Bastogne-Liegi

2011: 80º
2013: 118º
2014: 42º

### Competizioni mondiali
- Campionato del mondo

Verona 2004 - Cronometro Juniores: 10º
Madrid 2005 - Cronometro Under-23: 20º
Salisburgo 2006 - Cronometro Under-23: 3º
Salisburgo 2006 - In linea Under-23: 67º
Stoccarda 2007 - Cronometro Under-23: 3º
Stoccarda 2007 - In linea Under-23: 43º
Varese 2008 - Cronometro Elite: 42º
Mendrisio 2009 - Cronometro Elite: 56º
Limburgo 2012 - In linea Elite: ritirato
Ponferrada 2014 - Cronometro Elite: 25º
Richmond 2015 - Cronosquadre: 13º
Richmond 2015 - Cronometro Elite: 3º